# Lhota u Opavy
Lhota u Opavy – przystanek osobowy w Lhocie w gminie Háj ve Slezsku (powiat Opawa), w kraju morawsko-śląskim, w Czechach przy ulicy Komenského 46. Znajduje się na wysokości 240 m n.p.m. i leży na linii kolejowej nr 321. Powstał w 1923 pod nazwą Lhota-Mokré Lazce, którą zmieniono na obecną w 1937. Od 1933 funkcjonowała także ładownia publiczna, zlikwidowana w latach 60. XX wieku.